# سيدو ساليفو
سيدو ساليفو (بالإنجليزية: Seidu Salifu)‏ (30 نوفمبر 1993 بغانا - ) هو لاعب كرة قدم غاني في مركز الوسط. شارك مع منتخب غانا تحت 20 سنة لكرة القدم. أما مع النوادي، فقد لعب مع النادي الإفريقي وليجون سيتيز وTuran Tovuz ‏.

## وصلات خارجية
- سيدو ساليفو على موقع الاتحاد الدولي (مؤرشف)  (الإنجليزية)
- سيدو ساليفو على موقع اتحاد تركيا (لاعب) (الإنجليزية)
- سيدو ساليفو على موقع قاعدة بيانات كرة القدم.إي يو (الإنجليزية)
- سيدو ساليفو على موقع Soccerway.com (الإنجليزية)